# David Adolph von Wulffen
David Adolph von Wulffen († 2. Juli 1704 am Schellenberg) war ein preußischer Brigadier, Chef des gleichnamigen Infanterieregiments sowie Landrat des Kreises Greifenhagen. Zudem war er Amtshauptmann von Schlandstedt, Schwedt und Wildenbruch, Ritter des Johanniterordens sowie Erbherr auf Selchow und Spinterfelde.

## Leben

### Herkunft
Seine Eltern waren der königlich-schwedische Landrat des Landkreises Greifenhagen Kaspar Dietlof von Wulffen (1617–1674) und dessen Ehefrau Anna Catharina, geborene von Steinwehr († 1655).

### Militärlaufbahn
Er wurde 1692 Oberstleutnant in Infanterieregiment „de Briquemault“ und am 25. Mai 1695 Kommandeur von Wesel. 1703 wurde der Chef seines Regiments Generalleutnant von Schlabberndorf als Gouverneur in die Festung Küstrin versetzt. Wulffen wurde daraufhin zum Oberst und neuen Regimentschef ernannt. Kurz darauf wurde er Brigadier. Während des Spanischen Erbfolgekriegs kämpfte er 1704 in der Schlacht am Schellenberg. Dort führte er den ersten Angriff auf den Berg, wobei er gefallen ist. Er wurde in der Hauptkirche von Nördlingen beigesetzt.

### Familie
Wulffen heiratete am 18. Oktober 1683 Henriette Dorothea von Dankelmann, eine Tochter des Minister Eberhard von Danckelman aus dessen erster Ehe. Das Paar hatte die Tochter Luise Juliane, die sich mit Kammerherrn Friedrich Heinrich von Barfuß († 1. November 1728) verheiratete.